# 34 Wojskowy Oddział Gospodarczy
34 Wojskowy Oddział Gospodarczy (34 WOG) – jednostka logistyczna Sił Zbrojnych Rzeczypospolitej Polskiej. Realizuje zadania zabezpieczenia finansowego i logistycznego jednostek i instytucji wojskowych na swoim terenie odpowiedzialności.

## Formowanie i zmiany organizacyjne
Na podstawie decyzji Ministra Obrony Narodowej nr Z-105/Org./P1 z 9 grudnia 2010 oraz rozkazu wykonawczego szefa Inspektoratu Wsparcia SZ nr PF-19/Org. z  9 marca 2011 rozpoczęto formowanie Oddziału. Z dniem 1 stycznia 2012 jednostka rozpoczęła statutową działalność .

21 czerwca 2011 jednostka budżetowa „34 WOG w Rzeszowie” połączona została z jednostkami budżetowymi : 
- 1 batalionem strzelców Podhalańskich w Rzeszowie,
- 5 batalionem strzelców Podhalańskich w Przemyślu,
- 16 batalionem saperów w Tczewie po przedyslokowaniu do Niska,
- Garnizonowym Ośrodkiem Mobilizacyjnym w Rzeszowie,
- 12 Ośrodkiem Przechowywania Sprzętu w Nisku,
- 14 dywizjonem artylerii samobieżnej w Jarosławiu,
- Wojewódzkim Sztabem Wojskowym w Rzeszowie.

Odznaka pamiątkowa
Odznakę pamiątkową stanowi srebrna okrągła tarcza o średnicy 40 mm. W tarczę, w jej dolnej części wpisany został półwieniec koła zębatego, a w górnej półwieniec z liści laurowych. W środku odznaki umieszczone zostały skrzyżowane symbole miecza i kłosa. W środkowej części w górnym polu wpisano liczbę „34”, a w pozostałych trzech polach duże litery „WOG”. Na środku odznaki nałożony jest herb Podkarpacia .
Oznaki rozpoznawcze 

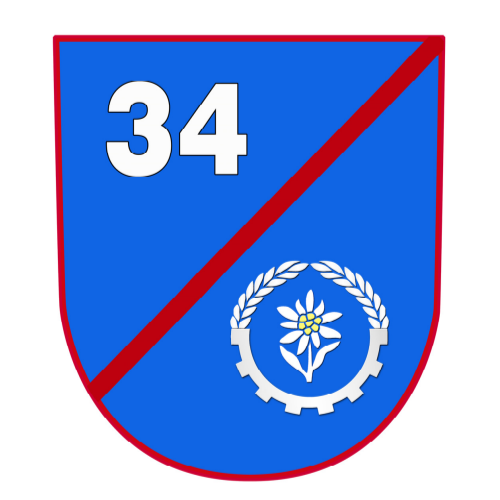
Oznaka rozpoznawcza na mundur wyjściowy
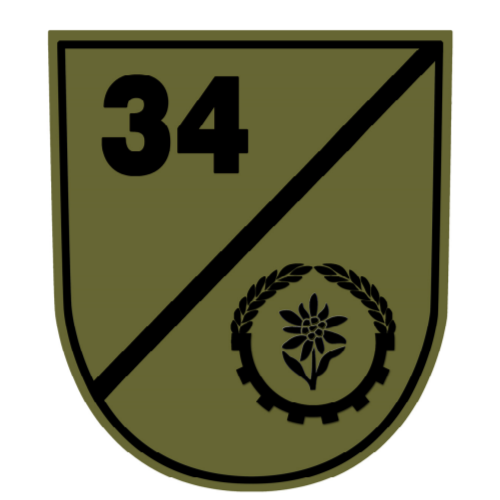
Oznaka rozpoznawcza na mundur polowy

## Żołnierze WOG
| Komendanci WOG               | Komendanci WOG          |
| Stopień, imię i nazwisko     | Okres pełnienia służby  |
| ---------------------------- | ----------------------- |
| ppłk dypl. Waldemar Makowski | 14 III 2011 – 31 I 2012 |
| ppłk mgr inż. Mariusz Stopa  | 31 I 2012 –             |
| ppłk Jacek Biruś             | 1 II 2017 – 17 XI 2021  |
| płk Jerzy Świtalski          | 7 XII 2021 – obecnie    |